# Unam Sanctam

Wappen Papst Bonifatius VIII.

Unam Sanctam (lateinisch: „Eine heilige [Kirche]“), am 18. November 1302 von Papst Bonifatius VIII. erlassen, gilt als die berühmteste päpstliche Bulle des Mittelalters. In ihr formuliert der Papst die Vormachtstellung des Papsttums gegenüber weltlichen Herrschern.

## Auseinandersetzungen zwischen Papst und König
Diese Bulle gehört zum Wechsel hitziger Verlautbarungen zwischen Bonifatius VIII. und König Philipp IV. dem Schönen von Frankreich. Beide sprachen sich gegenseitig das Recht ab, die französischen Kleriker zu besteuern. Das Verbot der Ausfuhr dieser Steuergelder nach Rom hatte die dortigen Finanzen in äußerste Bedrängnis gebracht. Der Papst verbot den Klerikern ausdrücklich, die verlangten Steuern an den König zu zahlen, erklärte den König für abgesetzt und lud ihn wegen Häresie, Simonie und einer Reihe weiterer Verbrechen zu einem Exkommunikationsprozess in Rom vor.

## Universalherrschaft
Die Bulle ist die umfassendste Begründung einer aus dem Papstprimat abgeleiteten päpstlichen Weltherrschaft in geistlichen wie in weltlichen Angelegenheiten. Sie beginnt mit den Worten:

„Eine heilige katholische apostolische Kirche müssen wir im Gehorsam des Glaubens annehmen und festhalten.“

Bonifatius VIII. beansprucht nicht die tatsächliche weltliche Macht in den Händen der Kirche, sondern die Unterordnung der Monarchen. Das weltliche Schwert unterstehe dem geistlichen Schwert, es werde vom Papst eingesetzt und geduldet oder anders ausgedrückt: das geistliche werde von der Kirche geführt und das weltliche für die Kirche. Darüber hinaus solle die geistliche über die weltliche Gewalt Recht sprechen, wobei sie selbst nur Gott verpflichtet sei.
Der Text gipfelt in dem Satz:

„So erklären wir denn, dass alle menschliche Kreatur bei Verlust ihrer Seelen Seligkeit untertan sein muss dem Papst in Rom, und sagen es ihr und bestimmen es.“

## Auswirkungen
Den französischen König beeindruckte die Bulle wenig; er erklärte seinerseits den Papst zum Häretiker, Hexenmeister und Sodomiten. Die päpstliche Macht brach schon ein Jahr nach Veröffentlichung der Bulle in sich zusammen: Beim Attentat von Anagni plünderten französische Söldner die päpstliche Residenz und ließen den fast siebzigjährigen Papst drei Tage hungern und dürsten; einen Monat später starb Bonifatius VIII.